# Vladimir Zhoga
Vladimir Artemovich Zhoga (em russo:  Владимир Артёмович Жога, em ucraniano:  Володимир Артемович Жога; Sloviansk, 26 de maio de 1993 – Volnovakha, 5 de março de 2022), também conhecido pelo nome de guerra Vokha (em russo:  Воха), foi um soldado russo-ucraniano que foi o comandante do Batalhão Esparta, uma força separatista pró-Rússia que está envolvida na Guerra Russo-Ucraniana.

## Biografia
Nascido em Sloviansk, Ucrânia, em 26 de maio de 1993, Zhoga ainda vivia em sua cidade natal pela eclosão da Guerra Russo-Ucraniana. Em 2014, Zhoga e seu pai Artem Zhoga se juntaram ao Batalhão Esparta, uma das várias milícias separatistas pró-Rússia que surgiram durante a Guerra em Donbas. O Batalhão Esparta é considerado uma das milícias separatistas mais eficazes e tem sido descrito como associado ao neonazismo em relação à ideologia. A milícia é leal à República Popular de Donetsk (DPR), um dos autoproclamados estados separatistas localizados no Donbas.  Zhoga era um confidente próximo e o motorista pessoal do comandante do Batalhão Esparta, Arsen Pavlov bem como o eventual vice-chefe da unidade, enquanto seu pai Artem ascendeu a chefe de gabinete. O Batalhão Esparta lutou em muitas batalhas importantes do início da Guerra em Donbas,  e Zhoga serviu com a unidade durante o Cerco de Sloviansk e a Segunda Batalha do Aeroporto de Donetsk.
Após o assassinato de Pavlov em outubro de 2016, Zhoga assumiu o comando do Batalhão Esparta que havia crescido para 1.000 militantes até este ponto. Como líder da milícia, ele se tornou um dos líderes separatistas mais conhecidos da Ucrânia e foi descrito como um senhor da guerra por vários jornais.  Como parte do Batalhão de Esparta, Zhoga foi acusado de crimes de guerra, incluindo o assassinato de prisioneiros de guerra ucranianos. Ele acabou sendo promovido a coronel.
Zhoga foi morto em 5 de março de 2022 em combate com as Forças Armadas da Ucrânia na invasão russa da Ucrânia em 2022. Informações alegam que ele morreu ao tentar evacuar civis.
O líder da RPD, Denis Pushilin, concedeu-lhe postumamente o título de Herói da República Popular de Donetsk, enquanto o presidente russo, Vladimir Putin, concedeu-lhe o título de Herói da Federação Russa. O correspondente de guerra do Komsomolskaya Pravda, Alexander Kots, escreveu um "obituário brilhante" sobre Zhoga, caracterizado pela Al Jazeera como parte dos esforços de propaganda russos.  Artem, o pai de Vladimir, sucedeu-lhe como comandante do Batalhão Esparta.